# 賽馬娘 Pretty Derby 熱血喧鬧大感謝祭！
《賽馬娘 Pretty Derby 熱血喧鬧大感謝祭！》是一款改编自《賽馬娘 Pretty Derby》的电子游戏，本作为可以单人或多人的动作休闲游戏，游戏风格是2D點陣圖，于2024年8月30日上市。

## 游戏玩法

### 游戏风格
本作采用2D點陣圖的美术风格，能够与好友最多4人共同游玩。

### 玩法类型
共有4种不同类型的游戏，分别为「粉絲大感謝祭 大障礙賽」、「籃球爭奪 錦標賽」、「賽馬娘躲避球 冠軍賽」以及「大胃王 打比」。

## 开发
2023年6月21日，Cygames在「任天堂直面会2023.6.21」上宣布本作将于2024年内在Microsoft Windows、任天堂Switch和PlayStation 4平台推出，并且支持繁体中文版。同年11月3日，本作在秋葉原举办的「Cygames 家用游戏试玩祭 2023」里提供试玩。
關於遊戲內容，有玩家指出它與熱血系列的《熱血行進曲》相似，並加入《熱血藍球》和《熱血高校躲避球部》遊戲系統。在2024年4月28日播出的《PAKA LIVE TV Vol.40》中，透露了由持有熱血系列版權的亞克系統（Arc System Works）主導遊戲開發（Cygames負責遊戲企劃監修）。

## 外部連結
- 官方网站